# Kostelní Radouň
Kostelní Radouň (dříve nazývaná Česká Radouň, německy Kirchen Radaun, Kirchenradaun) je obec v okrese Jindřichův Hradec v Jihočeském kraji. Žije zde 304 obyvatel a katastrální území obce měří 585 hektarů. Ve vzdálenosti devět kilometrů leží jižně Jindřichův Hradec a 23 kilometrů západně Veselí nad Lužnicí. Zástavba obce má staletou tradici, jednotlivé grunty mají stejnou polohu jako před staletími, což značí gotické půdorysy nejstarších z nich. V obci je od roku 1898 sbor dobrovolných hasičů, dále zde působí myslivecký spolek a TJ Velká Radouň.

## Historie
Kostelní Radouň je obec velice stará, vzniklá už ve 13. století v souvislosti s kolonizací kraje. Její jméno je pravděpodobně odvozeno od lokátora jménem Radún - Radúnův dvůr.[zdroj?] Roku 1354 je zmiňován zdejší kostel. V předhusitské době patřila zdejší fara k pražské diecézi. V době pobělohorské fara zanikla, obnovena byla až roku 1672, kdy se Kostelní Radouň stala součástí včelnického panství (předtím byla v panství kamenickém). První zmínka o škole pochází z roku 1683, dnešní budova byla postavena roku 1886 a fungovala až do roku 1977, kdy byla škola v obci úplně zrušena.

## Přírodní poměry
V okolí je vrch Čertův kámen (659 metrů). Protéká zde Račí potok a v katastru obce se nachází množství rybníků, největší je Černoleský s výměrou přes jedenáct kilometrů.

## Obyvatelstvo
| Rok            | 1869 | 1880 | 1890 | 1900 | 1910 | 1921 | 1930 | 1950 | 1961 | 1970 | 1980 | 1991 | 2001 | 2011 | 2021 |
| -------------- | ---- | ---- | ---- | ---- | ---- | ---- | ---- | ---- | ---- | ---- | ---- | ---- | ---- | ---- | ---- |
| Počet obyvatel | 490  | 520  | 543  | 526  | 526  | 519  | 479  | 376  | 382  | 316  | 291  | 266  | 245  | 291  | 302  |
| Počet domů     | 65   | 74   | 76   | 78   | 79   | 79   | 88   | 98   | 98   | 91   | 90   | 104  | 107  | 137  | 152  |

## Obecní správa
Mezi lety 1850–1979 byla Kostelní Radouň obcí v okrese Jindřichův Hradec. Od 1. ledna 1980 do 30. června 1990 patřila jako část obce k Horní Radouni a od 1. července 1990 je opět samostatnou obcí.

### Obecní symboly
Znak a vlajka byly obci uděleny rozhodnutím předsedy Poslanecké sněmovny Parlamentu České republiky dne 23. března 2021.

## Pamětihodnosti
- Kostel svatého Víta – nejcennější památka v obci je poprvé zmiňovaná roku 1354 už jako farní kostel, pravděpodobně je ale podstatně starší. Presbytář pochází z doby po roce 1360. Barokní úpravy proběhly v letech 1642 a 1672, dnešní podobu kostel získal roku 1876. Naposledy byla památka opravována v roce 1965. Do jeho zdi jsou vsazeny náhrobky z 15. až 17. století, mezi nimi zajímavý smírčí kámen s reliéfem kříže a letopočtem 1587. Budova fary byla vystavěna roku 1861.
- Socha svatého Jana Nepomuckého – v areálu hřbitova, zhotovena roku 1771 na náklady faráře Želekovského.
- Mlýn – první zmínka o mlýně je z roku 1680.

## Osobnosti
- J. R. Hradecký (1886–1947), významný regionální spisovatel
- Z Kostelní Radouně pochází rod Vítězslava Nováka (1870–1949), narodil se zde otec tohoto skladatele.

## Galerie

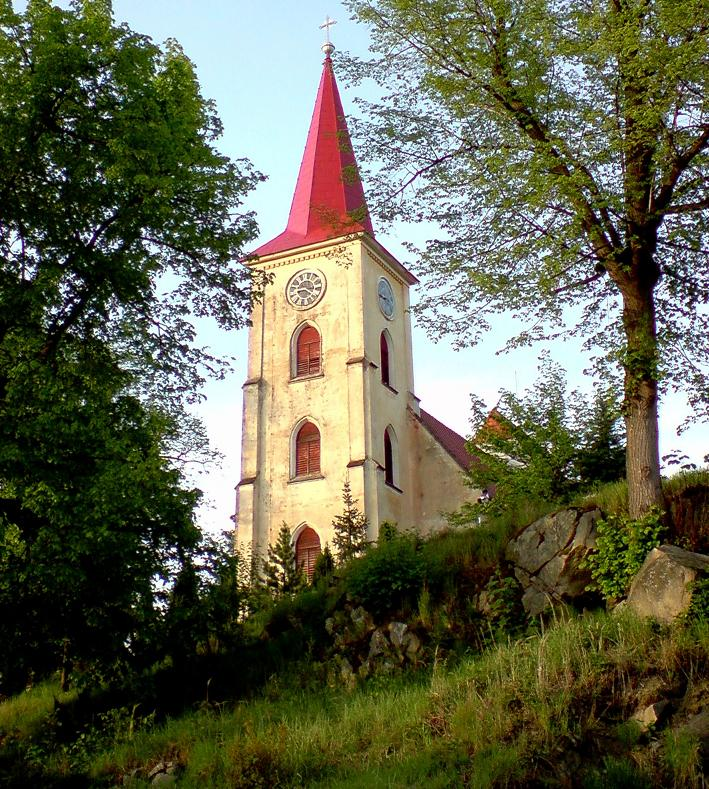
Kostel svatého Víta od západu
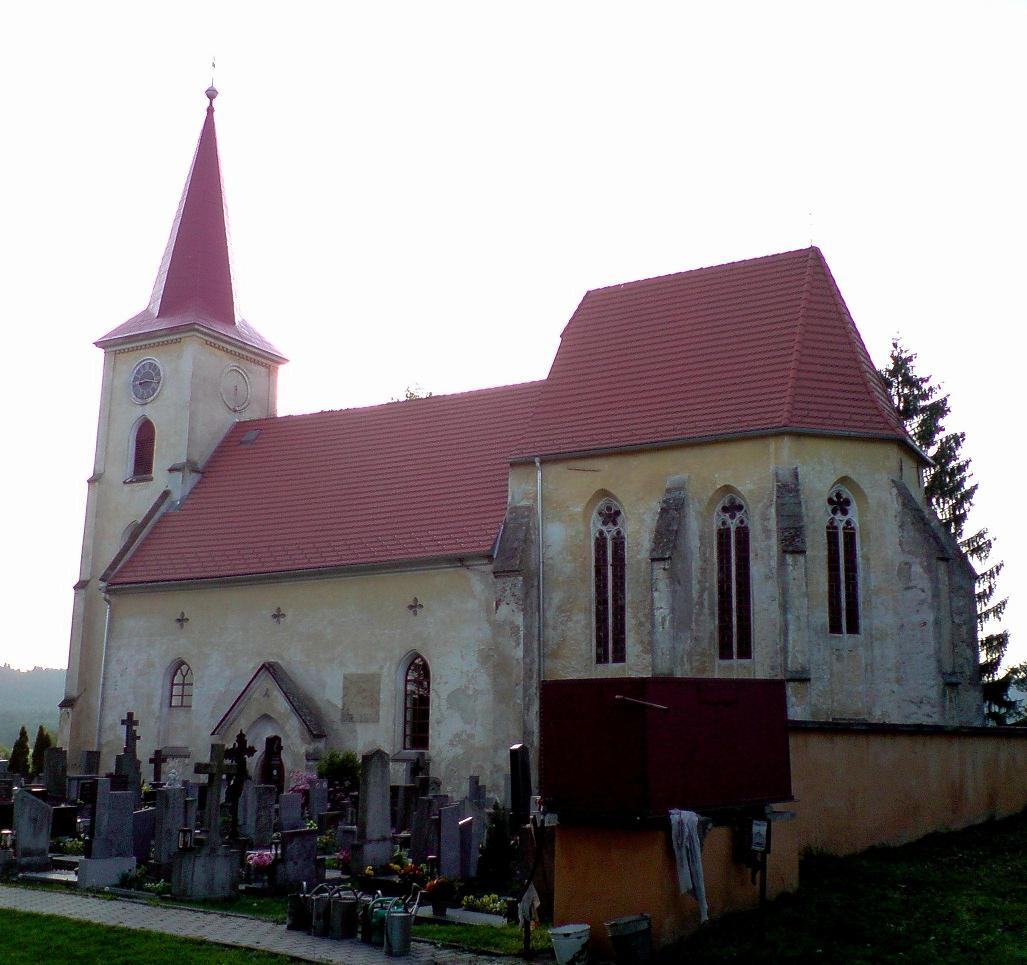
Kostel se hřbitovem
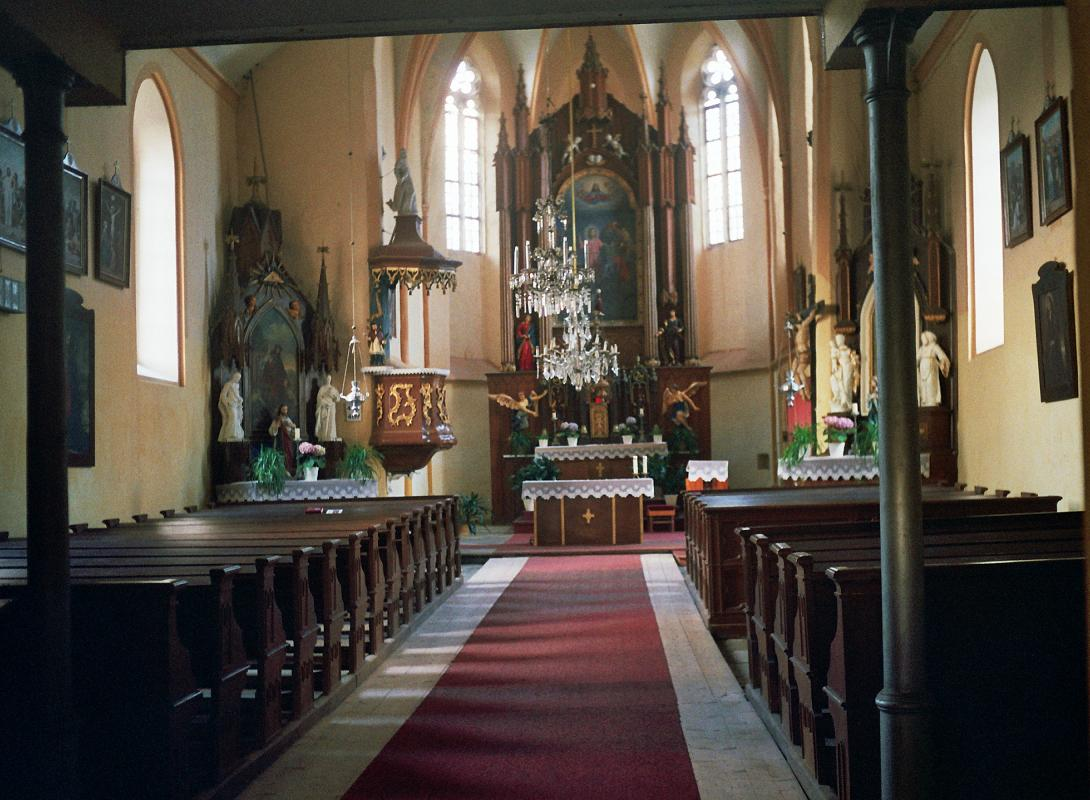
Interiér kostela
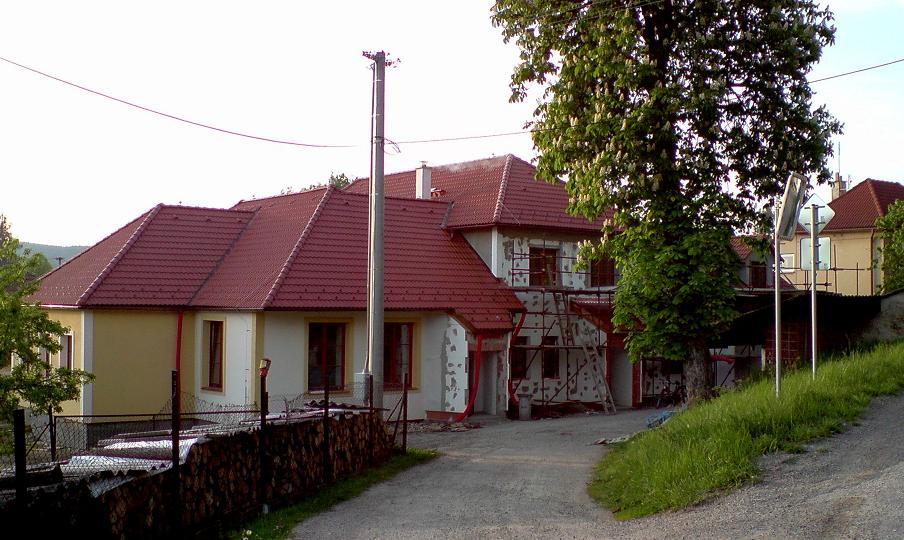
Kulturní dům s hospodou a obecním úřadem před dokončením
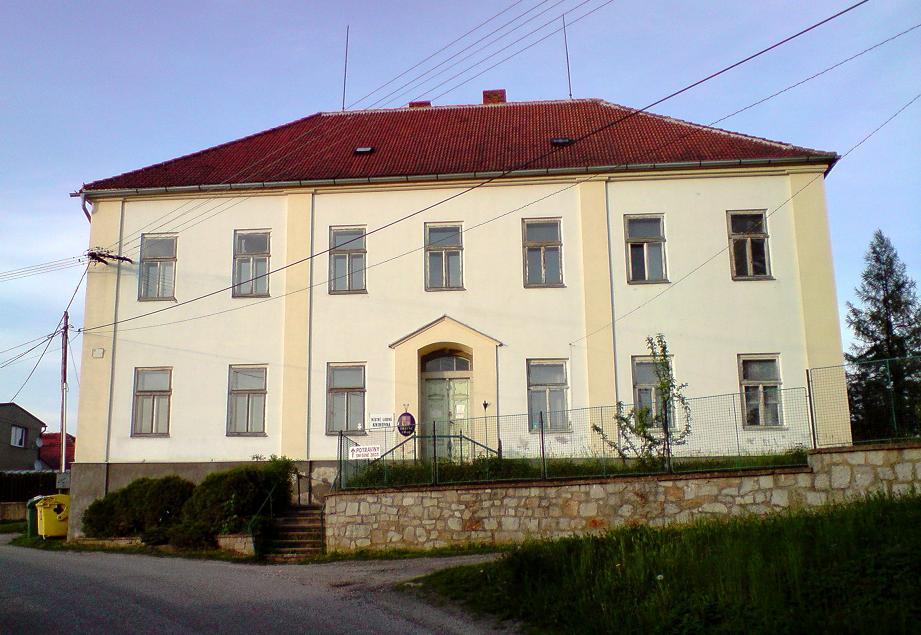
Bývalá škola, donedávna obecní úřad
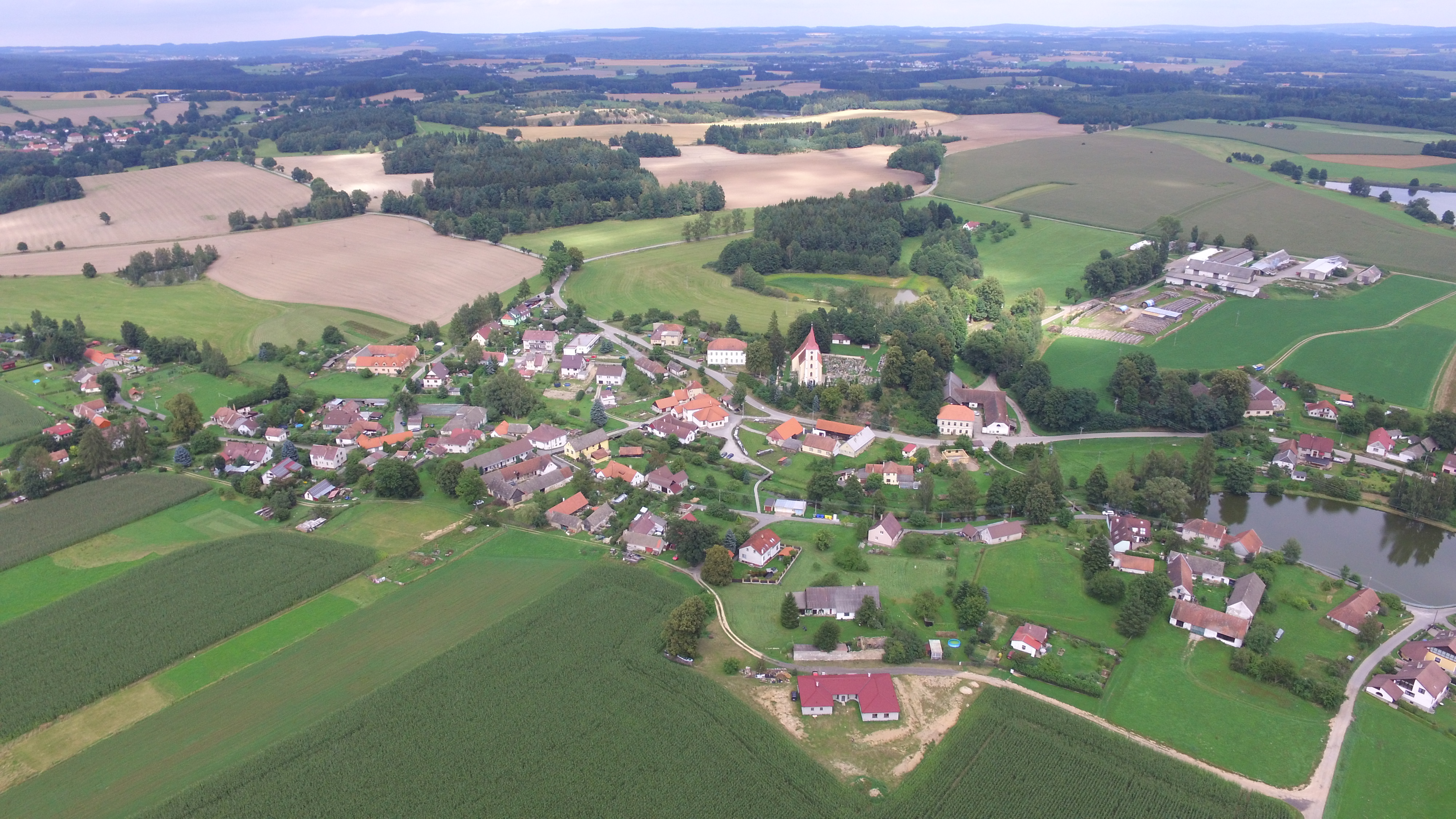
Letecký pohled na obec